# NGC 6502

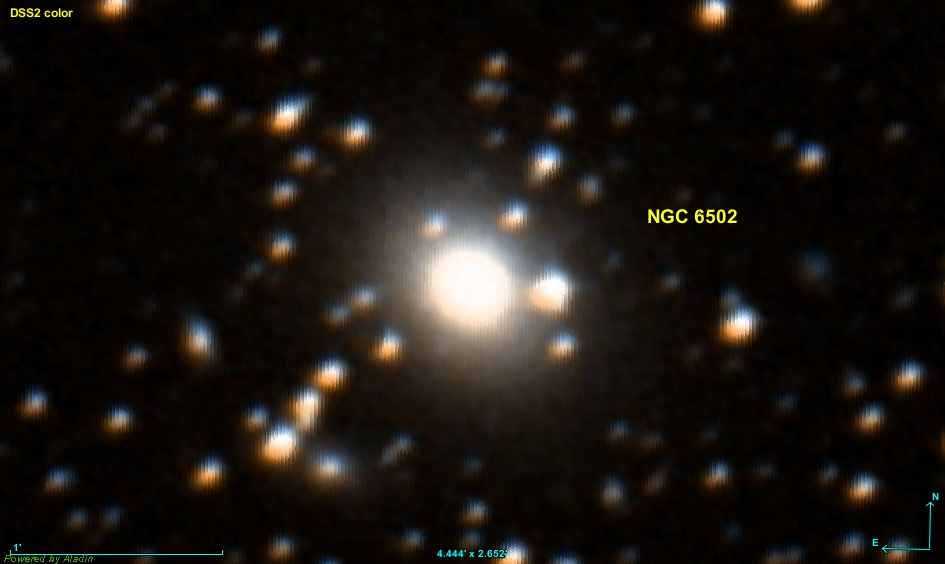

NGC 6502 é uma galáxia elíptica (E-S0) localizada na direcção da constelação de Pavo. Possui uma declinação de -65° 24' 35" e uma ascensão recta de 18 horas, 04 minutos e 14,0 segundos.
A galáxia NGC 6502 foi descoberta em 20 de Junho de 1835 por John Herschel.